# Tashkent Open 2006
2006 Tashkent Open — жіночий тенісний турнір, що проходив на відкритих кортах з твердим покриттям Tashkent Tennis Center у Ташкенті (Узбекистан). Належав до турнірів 4-ї категорії в рамках Туру WTA 2006. Відбувсь увосьме і тривав з 2 до 8 жовтня 2006 року. Несіяна Сунь Тяньтянь здобула титул в одиночному розряді й отримала 22925 доларів США.

## Фінальна частина

### Одиночний розряд
Сунь Тяньтянь —  Ірода Туляганова 6–2, 6–4
- Для Сунь це був єдиний титул в одиночному розряді за кар'єру.

### Парний розряд
Вікторія Азаренко /  Тетяна Пучек —  Марія Елена Камерін /  Еммануель Гальярді, без гри